# Destinația Mahmudia
Destinația Mahmudia este un film românesc din 1981 regizat de Alexandru Boiangiu. Rolurile principale au fost interpretate de actorii Eusebiu Ștefănescu, Enikő Szilágyi, Cornel Revent.

## Distribuție
Distribuția filmului este alcătuită din:
- Paul Lavric — Secretarul de partid
- Eusebiu Ștefănescu — Tudor, pilotul
- Gheorghe Șimonca — Ilieș
- Nicolae Praida — Căpitanul portului
- Cornel Revent — Dr. José
- Eugenia Bosînceanu — Bunica lui Muzet
- Bogdan Stanoevici — Muzet
- Lucian Iancu — Directorul Vasiliu
- Cornel Ciupercescu — Mihai
- Enikő Szilágyi — Maria

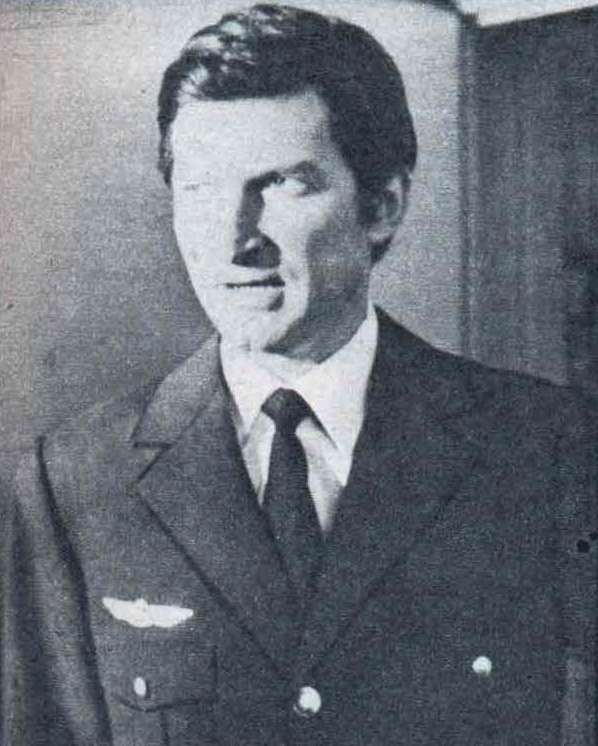
Eusebiu Ștefănescu
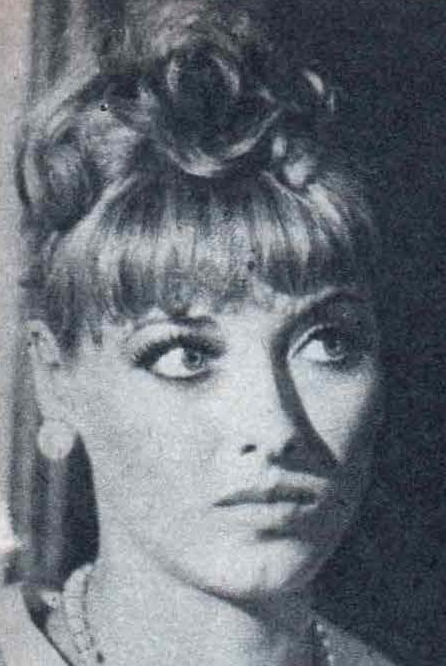
Enikő Szilágyi

## Primire
Filmul a fost vizionat de 1.264.557 de spectatori în cinematografele din România, după cum atestă o situație a numărului de spectatori înregistrat de filmele românești de la data premierei și până la data de 31 decembrie 2014 alcătuită de Centrul Național al Cinematografiei.